# كيلجة
الكَيْلَجَة: مكيال إسلامي وهو اسم فارسي.
وقدر وزنها بمنا وسبعة أثمان (7/8).
مقدار الكيلجة:
- عند الحنفية يقدر الفلس ب1523.5 غرام.
- وعند الجمهور: 1450.3 غرام.

## المصدر
علي جمعة المكاييل والموازين الشرعية.